# Dipsas gracilis
Dipsas gracilis – gatunek niejadowitego węża z rodziny połozowatych (Colubridae). Występuje w północno-zachodniej Ameryce Południowej – być może endemicznie w Ekwadorze. Prowadzi głównie nadrzewny tryb życia.

## Systematyka
Takson ten po raz pierwszy zgodnie z zasadami nazewnictwa binominalnego opisał w 1902 roku brytyjski zoolog George Albert Boulenger na łamach „The Annals and magazine of natural history; zoology, botany, and geology”. Autor nadał mu nazwę Leptognathus gracilis, a jako miejsce typowe wskazał San Javier w Ekwadorze. Holotyp ma oznaczenie USNM 14047 (opisany jako Sibynomorphus macrostomus), wyznaczono także dwa syntypy oznaczone BMNH 1946.1.20.95.

### Etymologia
- Dipsas: gr. διψας dipsas, διψαδος dipsados „jadowity wąż, którego ukąszenie wywołuje silne pragnienie”[5].
- gracilis: łac. gracilis – „mały, chudy lub smukły”, ten epitet gatunkowy oddaje fakt, że węże tego gatunku należą do najchudszych w rodzaju Dipsas[3].

## Morfologia
Jest to niewielki wąż o małej głowie, dużych wyłupiastych oczach o ciemnobrązowych tęczówkach i czarnych źrenicach. Górne części ciała są jasnobrązowe, przeplatane wzorem od 22 do 32 szerokich, zazwyczaj czarnych pierścieni, chociaż występują też osobniki z ciemnobrązowymi szerokimi plamami w kształcie pierścieni. Przednie są szersze i wchodzą na obszar brzucha, prawie domykając pierścień (u części egzemplarzy np. holotypu, plamy tworzą zamknięte pierścienie). Wierzchołek głowy zazwyczaj ciemny, czarniawy z jasnymi plamami i cętkami. Gatunek ten może być mylony z Dipsas bobridgelyi  i Oxyrhopus petolarius. Od D. bobridgelyi różni się ubarwieniem głowy, a od Oxyrhopus petolarius bardziej płaskim pyskiem i wypukłymi oczami.
Wymiary:
|                          | Samiec                                        | Samica                                     |
| Długość całkowita (mm)   | 819                                           | 765                                        |
| Długość SVL (mm)         | 554                                           | 530                                        |
| Łuski grzbietowe (rzędy) | 15/15/15                                      | 15/15/15                                   |
| Tarczki brzuszne         | 187–210 (187–192 w Peru, 199–210 w Ekwadorze) | 194–199 (dane istnieją tylko dla Ekwadoru) |
| Tarczki podogonowe       | 94–128 (94–104 w Peru, 114–128 w Ekwadorze)   | 105–117 (dane dostępne tylko z Ekwadoru)   |

## Występowanie
Występuje na nizinach i podgórzach na zachód od Andów od Kolumbii, poprzez Ekwador do północnego Peru. Jednak tylko występowanie w Ekwadorze jest pewne, stwierdzenia z Kolumbii i Peru mogą dotyczyć innych podobnych gatunków. W Ekwadorze stwierdzony w prowincjach Manabí, Pichincha, Esmeraldas, Los Ríos, Guayas, Santo Domingo de los Tsáchilas, Azuay, Cañar. Jest spotykany na wysokości do około 1700 m n.p.m.

## Ekologia i zachowanie
Gatunek ten występuje głównie w tropikalnych wilgotnych lasach nizinnych i tropikalnych wilgotnych lasach górskich, także wtórnego wzrostu. Spotykano go także na terenach otwartych i uprawach palm i kawy. Prowadzą nocny, głównie nadrzewny tryb życia. Największą aktywność wykazują w okresach wilgotnych, w trakcie opadów deszczu czy mżawki. Żerują na poziomie gruntu, ale częściej na gałęziach drzew i krzaków na wysokościach do 3 m nad poziomem gruntu. Zwiększona aktywność w okresach wilgotnych związana jest przede wszystkim z dietą tego gatunku, która składa się głównie ze ślimaków. W ciągu dnia odpoczywa w dziuplach drzew lub pod kłodami drzew czy pod kamieniami.

## Status
W Czerwonej księdze gatunków zagrożonych IUCN Dipsas gracilis jest klasyfikowany jako gatunek najmniejszej troski (LC, ang. Least Concern). Gatunek ten był opisywany jako pospolity. Liczebność ani trend populacji nie zostały oszacowane.